# Kari Jobe

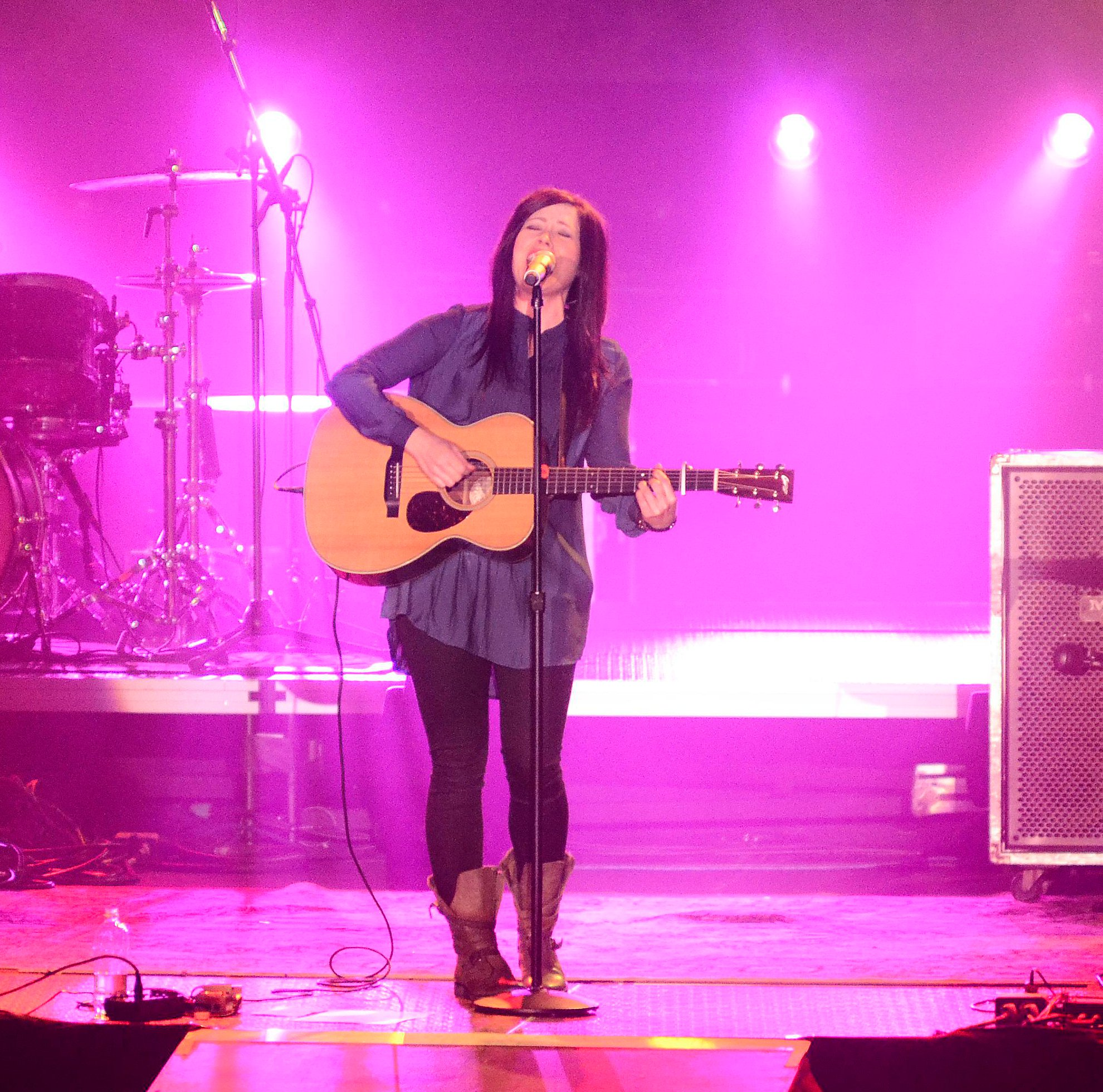
Kari Jobe (2013)

Kari Brooke Jobe (* 6. April 1981 in Waco, Texas) ist eine US-amerikanische Sängerin und Songwriterin im Bereich Gospel und christliche Popmusik. Seit 2006 ist sie Mitglied von Gateway Worship.

## Biografie
Kari Jobe wuchs in einer christlichen Familie auf, ihr Vater war als Geistlicher viel unterwegs und sie kam früh mit kirchlicher Musik in Kontakt. Später studierte sie Psychologie und Theologie in Oklahoma und Dallas. Dort wurde sie 2006 Mitglied der Texas’ Gateway Church in Southlake bei Fort Worth als Co-Pastorin.
Bereits ab 2003 machte sie auch ihre eigene Musik und eigene Aufnahmen. Bei der Gateway Church war sie dann Mitglied der Gateway Worship, die für die Musik bei den Gottesdiensten sorgte und selbst über Texas hinaus erfolgreiche Aufnahmen machte. 2009 veröffentlichte Kari Jobe ihr erstes offizielles Soloalbum unter ihrem eigenen Namen und erreichte damit Platz 3 der Christian-Album-Charts. Mehrere Lieder kamen ebenfalls in die Christian-Song-Charts. 2010 bekam sie zwei Dove Awards, einen davon für die spanische Version des Debütalbums, und wurde als beste Newcomerin nominiert.
Zwei Jahre später folgte ihr zweites Album Where I Find You, mit dem sie erstmals Platz 1 bei den Christian Albums belegte und in die Top Ten der offiziellen Albumcharts kam. Die spanische Version Donde te encuentro kam in die Top Ten der Latin Charts. Mit We Are enthielt das Album zudem ihren ersten Christian-Top-Ten-Song.
Bei ihrem nächsten Album nahm sie dann ihre neuen Lieder nicht im Studio auf, sondern spielte sie live mit Begleitchor und -musikern ein. Majestic erschien 2014 und war ihr zweites Nummer-eins-Album. Dafür bekam sie einen weiteren Dove-Award für das Praise-and-Worship-Album des Jahres. Mit Forever hatte sie ihren bis dahin größten Singlehit (Platz 6 der Hot Christian Songs). 
Am 21. November 2014 heiratete sie den Sänger und Songwriter Cody Carnes, 2016 kam das erste Kind der beiden – ein Junge – zur Welt. Die beiden schreiben viele ihrer Songs gemeinsam und leiten bei Konferenzen und Events als Duo Lobpreis, beispielsweise bei den Passion Conferences.
Im September 2015 veröffentlichte Jobe das Majestic (Revisited), ein Album mit Studioversionen von ihrem Album Majestic. Danach folgten das Album The Garden im Jahr 2017 und ein Collection-Album mit Songs aus den letzten Jahren im Jahr 2019. Ende 2019 wurden Kari Jobe und Cody Carnes ins Weiße Haus eingeladen, um für Präsident Donald Trump zu beten. Einige waren davon überrascht und kritisieren die Aktion als Werbung für die Regierungsarbeit von Trump. Jobe und Carnes stellten in einem Interview klar, dass es nicht ihre Absicht gewesen war, eine politische Agenda zu unterstützen und es in dem Treffen auch nicht um Politik ging. Das Paar beschrieb die Einladung als Ruf Gottes im Weißen Haus Lobpreis zu machen, um Gott zu ehren. 
Anfang 2020 schrieb Kari Jobe mit Steven Furtick, Chris Brown und Cody Carnes den Song The Blessing, dieser erreichte über 64 Millionen Aufrufe auf YouTube und wurde ein viraler Hit weltweit. Im Oktober 2020 folgte dann Jobes drittes Livealbum The Blessing, welches Platz 3 der Billboard Top Christian Album Charts erreichte.

## Diskografie

### Alben
| Jahr | Titel                                                           | Höchstplatzierung, Gesamtwochen, AuszeichnungChartplatzierungen (Jahr, Titel, Platzierungen, Wochen, Auszeichnungen, Anmerkungen) | Höchstplatzierung, Gesamtwochen, AuszeichnungChartplatzierungen (Jahr, Titel, Platzierungen, Wochen, Auszeichnungen, Anmerkungen) | Höchstplatzierung, Gesamtwochen, AuszeichnungChartplatzierungen (Jahr, Titel, Platzierungen, Wochen, Auszeichnungen, Anmerkungen) | Anmerkungen                                                                        |
| Jahr | Titel                                                           | CH | US | Christ | Anmerkungen                                                                        |
| ---- | --------------------------------------------------------------- | --- | --- | --- | ---------------------------------------------------------------------------------- |
| 2009 | Kari Jobe                                                       | — | US63 (12 Wo.)US | Christ3 (78 Wo.)Christ | Erstveröffentlichung: 10. Februar 2009                                             |
| 2012 | Where I Find You                                                | — | US10 (10 Wo.)US | Christ1 (76 Wo.)Christ | Erstveröffentlichung: 24. Januar 2012                                              |
| 2014 | Majestic                                                        | — | US12 (14 Wo.)US | Christ1 (99 Wo.)Christ | Erstveröffentlichung: 25. März 2014                                                |
| 2015 | Sing Along 3                                                    | — | US104 (1 Wo.)US | Christ1 (4 Wo.)Christ | Erstveröffentlichung: 12. Mai 2015 mit Phil Wickham, Shane & Shane & Jeremy Riddle |
| 2015 | Majestic: Revisited                                             | — | — | Christ14 (5 Wo.)Christ | Erstveröffentlichung: 25. September 2015                                           |
| 2017 | The Garden                                                      | CH94 (1 Wo.)CH | US22 (3 Wo.)US | Christ2 (34 Wo.)Christ | Erstveröffentlichung: 3. Februar 2017                                              |
| 2020 | The Blessing: Recorded Live in Nashville TN at the Belonging Co | — | — | Christ3 (4 Wo.)Christ | Erstveröffentlichung: 23. Oktober 2020                                             |

Weitere Alben
- 2004: Throneroom Worship: Live Acoustic Worship
- 2007: Bethlehem
- 2009: Le Canto
- 2010: Prepare the Way – A Night of Worship With Klaus and Kari Jobe
- 2012: Donde Te Encuentro

### EPs
| Jahr | Titel                 | Höchstplatzierung, Gesamtwochen, AuszeichnungChartsChartplatzierungen (Jahr, Titel, Platzierungen, Wochen, Auszeichnungen, Anmerkungen) | Anmerkungen                         |
| Jahr | Titel                 | Christ | Anmerkungen                         |
| ---- | --------------------- | --- | ----------------------------------- |
| 2012 | The Acoustic Sessions | Christ11 (1 Wo.)Christ | Erstveröffentlichung: 13. Juli 2012 |

### Singles
| Jahr | Titel Album                                                                        | Höchstplatzierung, Gesamtwochen, AuszeichnungChartsChartplatzierungen (Jahr, Titel, Album, Platzierungen, Wochen, Auszeichnungen, Anmerkungen) | Anmerkungen                                                                                   |
| Jahr | Titel Album                                                                        | Christ | Anmerkungen                                                                                   |
| ---- | ---------------------------------------------------------------------------------- | --- | --------------------------------------------------------------------------------------------- |
| 2008 | I’m Singing Kari Jobe                                                              | Christ49 (2 Wo.)Christ |                                                                                               |
| 2009 | Adore Him Worship and Adore: A Christmas Offering                                  | Christ24 (3 Wo.)Christ |                                                                                               |
| 2010 | You Are for Me Kari Jobe                                                           | Christ49 (2 Wo.)Christ |                                                                                               |
| 2010 | Healer Kari Jobe                                                                   | Christ24 (19 Wo.)Christ |                                                                                               |
| 2010 | We Are Where I Find You                                                            | Christ8 (21 Wo.)Christ |                                                                                               |
| 2010 | Steady My Heart Where I Find You                                                   | Christ16 (20 Wo.)Christ |                                                                                               |
| 2012 | Find You On My Knees Where I Find You                                              | Christ37 (11 Wo.)Christ |                                                                                               |
| 2014 | Forever Majestic                                                                   | Christ6 Platin · (25 Wo.)Christ | Verkäufe: + 1.030.000                                                                         |
| 2014 | Hands to the Heavens Majestic                                                      | Christ28 (2 Wo.)Christ |                                                                                               |
| 2014 | Holy Spirit Majestic                                                               | Christ37 (4 Wo.)Christ | feat. Cody Carnes                                                                             |
| 2014 | I Am Not Alone (Live) Majestic                                                     | Christ22 Gold · (2 Wo.)Christ | Verkäufe: + 500.000                                                                           |
| 2015 | I Am Not Alone Majestic                                                            | Christ9 (26 Wo.)Christ |                                                                                               |
| 2016 | The Cause of Christ The Garden                                                     | Christ29 (15 Wo.)Christ |                                                                                               |
| 2016 | Heal Our Land The Garden                                                           | Christ27 (7 Wo.)Christ |                                                                                               |
| 2017 | Fall Afresh The Garden                                                             | Christ38 (1 Wo.)Christ |                                                                                               |
| 2017 | The Garden                                                                         | Christ20 (7 Wo.)Christ |                                                                                               |
| 2017 | Let Your Glory Fall The Garden                                                     | Christ33 (12 Wo.)Christ |                                                                                               |
| 2017 | Speak to Me The Garden                                                             | Christ50 (1 Wo.)Christ |                                                                                               |
| 2018 | Cover the Earth Kari Jobe Collection                                               | Christ29 (8 Wo.)Christ | Erstveröffentlichung: 14. September 2018 mit Cody Carnes                                      |
| 2020 | The Blessing: Live The Blessing: Recorded Live in Nashville TN at the Belonging Co | Christ2 Platin · (39 Wo.)Christ | Erstveröffentlichung: 20. März 2020 mit Cody Carnes & Elevation Worship Verkäufe: + 1.000.000 |
| 2020 | First Love The Blessing: Recorded Live in Nashville TN at the Belonging Co         | Christ31 (7 Wo.)Christ | Erstveröffentlichung: 18. September 2020                                                      |
| 2020 | Let the Light In The Blessing: Recorded Live in Nashville TN at the Belonging Co   | Christ34 (1 Wo.)Christ | Erstveröffentlichung: 2. Oktober 2020                                                         |
| 2020 | Your Nature The Blessing: Recorded Live in Nashville TN at the Belonging Co        | Christ42 (1 Wo.)Christ | Erstveröffentlichung: 9. Oktober 2020                                                         |
| 2022 | The Dove Pneuma                                                                    | Christ46 (1 Wo.)Christ | Erstveröffentlichung: 30. Dezember 2022 mit The Belonging Co                                  |

Weitere Singles
- 2008: Le Canto
- 2009: Pure
- 2012: What Love Is This
- 2020: The Blessing (mit Cody Carnes)

### Gastbeiträge
| Jahr | Titel Album                                                         | Höchstplatzierung, Gesamtwochen, AuszeichnungChartsChartplatzierungen (Jahr, Titel, Album, Platzierungen, Wochen, Auszeichnungen, Anmerkungen) | Anmerkungen                                                                                     |
| Jahr | Titel Album                                                         | Christ | Anmerkungen                                                                                     |
| --- | ------------------------------------------------------------------- | --- | ----------------------------------------------------------------------------------------------- |
| 2017 | Til the End of Time The Darker the Night / The Brighter the Morning | Christ50 (1 Wo.)Christ | Erstveröffentlichung: 16. Juni 2017 Cody Carnes feat. Kari Jobe                                 |
| 2020 | Way Maker Roar                                                      | Christ39 (6 Wo.)Christ | Erstveröffentlichung: 17. Februar 2020 Passion feat. Kristina Stanfill, Kari Jobe & Cody Carnes |
| Folgende Lieder erschienen nicht als Single, wurden aber durch das Album zum Download und Streaming bereitgestellt und konnten somit eine Platzierung erlangen: |                                                                     | |                                                                                                 |
| |                                                                     | |                                                                                                 |
| 2014 | Broken Anomaly                                                      | Christ29 (9 Wo.)Christ | Lecrae feat. Kari Jobe                                                                          |

## Auszeichnungen für Musikverkäufe
| Goldene Schallplatte - Brasilien - 2024: für die Single Forever - 2024: für die Single The Blessing |

Anmerkung: Auszeichnungen in Ländern aus den Charttabellen bzw. Chartboxen sind in ebendiesen zu finden.
| Land/RegionAuszeichnungen für Musikverkäufe (Land/Region, Auszeichnungen, Verkäufe, Quellen) | Gold     | Platin     | Verkäufe  | Quellen             |
| -------------------------------------------------------------------------------------------- | -------- | ---------- | --------- | ------------------- |
| Brasilien (PMB)                                                                              | 2× Gold2 | —          | 50.000    | pro-musicabr.org.br |
| Vereinigte Staaten (RIAA)                                                                    | Gold1    | 2× Platin2 | 2.500.000 | riaa.com            |
| Insgesamt                                                                                    | 3× Gold3 | 2× Platin2 |           |                     |